# على البركة الذهبية (فلم)
على البركة الذهبية (بالإنجليزية: On Golden Pond) هو فيلم كوميدي
تم إنتاجه في الولايات المتحدة سنة 1981 . الفيلم من إخراج مارك رايدل ، وهذا الفيلم من بطولة كاثرين هيبورن وهنري فوندا وجين فوندا.

## الممثلون والشخصيات
- كاثرين هيبورن
- هنري فوندا
- جين فوندا

### ترشيحات وجوائز
| السنة | الحدث    | الفئة                      | النتيجة  |
| ----- | -------- | -------------------------- | -------- |
| 1982  | الاوسكار | أفضل ممثل بدور رئيسي       | فـــــوز |
| 1982  | الاوسكار | أفضل ممثلة بدور رئيسي      | فـــــوز |
| 1982  | الاوسكار | أفضل كتابة (سيناريو مقتبس) | فـــــوز |
| 1982  | الاوسكار | أفضل مخرج                  | ترشـيـح  |
| 1982  | الاوسكار | أفضل تصوير                 | ترشـيـح  |
| 1982  | الاوسكار | أفضل أغنية أصلية           | ترشـيـح  |
| 1982  | الاوسكار | أفضل ممثل بدور غير رئيسي   | ترشـيـح  |
| 1982  | الاوسكار | أفضل صوت                   | ترشـيـح  |
| 1982  | الاوسكار | أفضل فيلم                  | ترشـيـح  |

## الميزانية والإيرادات
بلغت تكلفة إنتاج الفيلم حوالي 15 مليون دولار بينما حقق أرباحا تقدر بـ 119,285,432 دولار.

## وصلات خارجية
- مقالات تستعمل روابط فنية بلا صلة مع ويكي بيانات

1. ↑  "معلومات عن على البركة الذهبية (فيلم) على موقع csfd.cz". csfd.cz. مؤرشف من الأصل في 2021-09-05.
2. ↑  "معلومات عن على البركة الذهبية (فيلم) على موقع collections.cinematheque.qc.ca". collections.cinematheque.qc.ca. مؤرشف من الأصل في 2021-04-29.
3. ↑  "معلومات عن على البركة الذهبية (فيلم) على موقع metacritic.com". metacritic.com. مؤرشف من الأصل في 2021-06-04.